# Pylon Point
Der Pylon Point (englisch für Pylonspitze, spanisch Punta Pylon) ist eine erhöhte Landspitze an der Bowman-Küste des Grahamlands auf der Antarktischen Halbinsel. Sie ragt 6 km südwestlich des Three-Slice-Nunataks am nördlichen Ende eines Massivs auf der Joerg-Halbinsel in das Trail Inlet.
Die erste Sichtung geht wahrscheinlich auf den australischen Polarforschers Hubert Wilkins zurück, der dieses Gebiet am 20. Dezember 1928 überflog. Einen weiteren Überflug unternahm der US-amerikanische Polarforscher Lincoln Ellsworth am 21. November 1935. Das Advisory Committee on Antarctic Names benannte die Landspitze so, da die Wissenschaftler der United States Antarctic Service Expedition (1939–1941) sie mehrfach auf ihren Unternehmungen nach Süden entlang der Ostküste der Antarktischen Halbinsel wie einen Pylon umrunden mussten.